# Carteira de Comércio Exterior do Banco do Brasil
A Carteira de Comércio Exterior do Banco do Brasil (Cacex) foi uma agência do Governo Federal do Brasil responsável por executar a política de comércio exterior do país. Inserida no âmbito do Banco do Brasil, foi criada em 1953 para substituir a Carteira de Exportação e Importação do Banco do Brasil. Entre suas principais funções estavam o licenciamento de exportações e importações, o financiamento do comércio exterior brasileiro e a construção das estatísticas oficiais sobre exportações e importações. Embora nunca tenha sido extinta, suas atribuições foram outorgadas a outros órgãos a partir da década de 1990.

## Histórico
Em 1953, o presidente Getúlio Vargas sancionou a Lei 2.145, aprovada pelo Congresso Nacional, que criou a Cacex. De acordo com a legislação, o órgão tinha quatro competências principais: emitir licenças de exportação e de importação; exercer a fiscalização de preços, pesos, medidas, classificações e tipos declarados nas operações de exportação e importação, com o fim de evitar fraudes cambiais; classificar as mercadorias e produtos de importação, de acordo com a sua natureza e grau de      essencialidade, fixando as categorias de sua distribuição para efeito da compra do câmbio; e financiar a exportação e a importação de bens de produção e consumo de alta essencialidade.
Em 1957, o Decreto 42.820 regulamentou a Lei 2.145. Nele, houve a referência de que a Cacex era uma agência do Governo Federal, subordinada ao Ministério da Economia, responsável por "contratar com o Banco do Brasil S.A. a execução dos serviços a cargo da CACEX." Além das competências anteriormente definidas, o decreto lhe deu poderes para comprar "produtos nacionais exportáveis, para armazenamento ou exportação em época oportuna" e "produtos estrangeiros importáveis, indispensáveis ao abastecimento do pais."
A Carteira de Comércio Exterior era administrada por um diretor, cujas decisões poderiam ser revistas pelo ministro de Estado dos Negócios da Fazenda. A agência tinha a obrigação legal de manter representantes em todos os estados da Federação.
Em 1964, a Lei 4.595 determinou a manutenção da Cacex como o "órgão executor da política de comércio exterior." Embora estivesse inserida no âmbito do Banco do Brasil, mantinha grande autonomia, cuja estrutura, de acordo com a Fundação Getúlio Vargas, "foi crescendo e se complexificando", sendo posteriormente "composta de um extenso conjunto de departamentos e divisões encarregados de cobrir os diferentes setores produtivos, uma série de cinco gerências de financiamento à exportação (uma para cada tipo de financiamento), além dos departamentos de promoção e mercados e de estatística de comércio exterior."
Oficialmente, a Cacex nunca foi extinta. No entanto, foi desativada de facto no governo de Fernando Collor a partir do ano de 1990. Suas funções foram distribuídas pela administração direta, através da Secretaria de Comércio Exterior (Secex) e da Agência de Promoção de Exportações e Investimentos (Apex-Brasil), ambas anteriormente subordinadas ao Ministério da Indústria, Comércio Exterior e Serviços que, em 2019, passou a ser parte do Ministério da Economia.